# السرب 119 (إسرائيل)
تشكل السرب 119 التابع للقوات الجوية الإسرائيلية، المعروف أيضاً باسم سرب الوطواط (بالعبرية:טייסת העטלף)، في 1953.
سرب طائرات مقاتلة إف-16 آي (صوفا) يتمركز في قاعدة رامون الجوية.
كان السرب يُحلق بطائرات فوتور الثانية ثم بطائرات إف-4 فانتوم الثانية في قاعدة تل نوف الجوية.
في 21 مارس 2018، أعترفت القوات الجوية الإسرائيلية رسمياً باشتراك السرب 119، مع السربين 69 و253، في عملية خارج الصندوق. وخلال جلسة الإحاطة قبل بدء المهمة، كتب قائد السرب 119 في مذكراته أن العملية "ستغير وجه الشرق الأوسط.

## معرض الصور

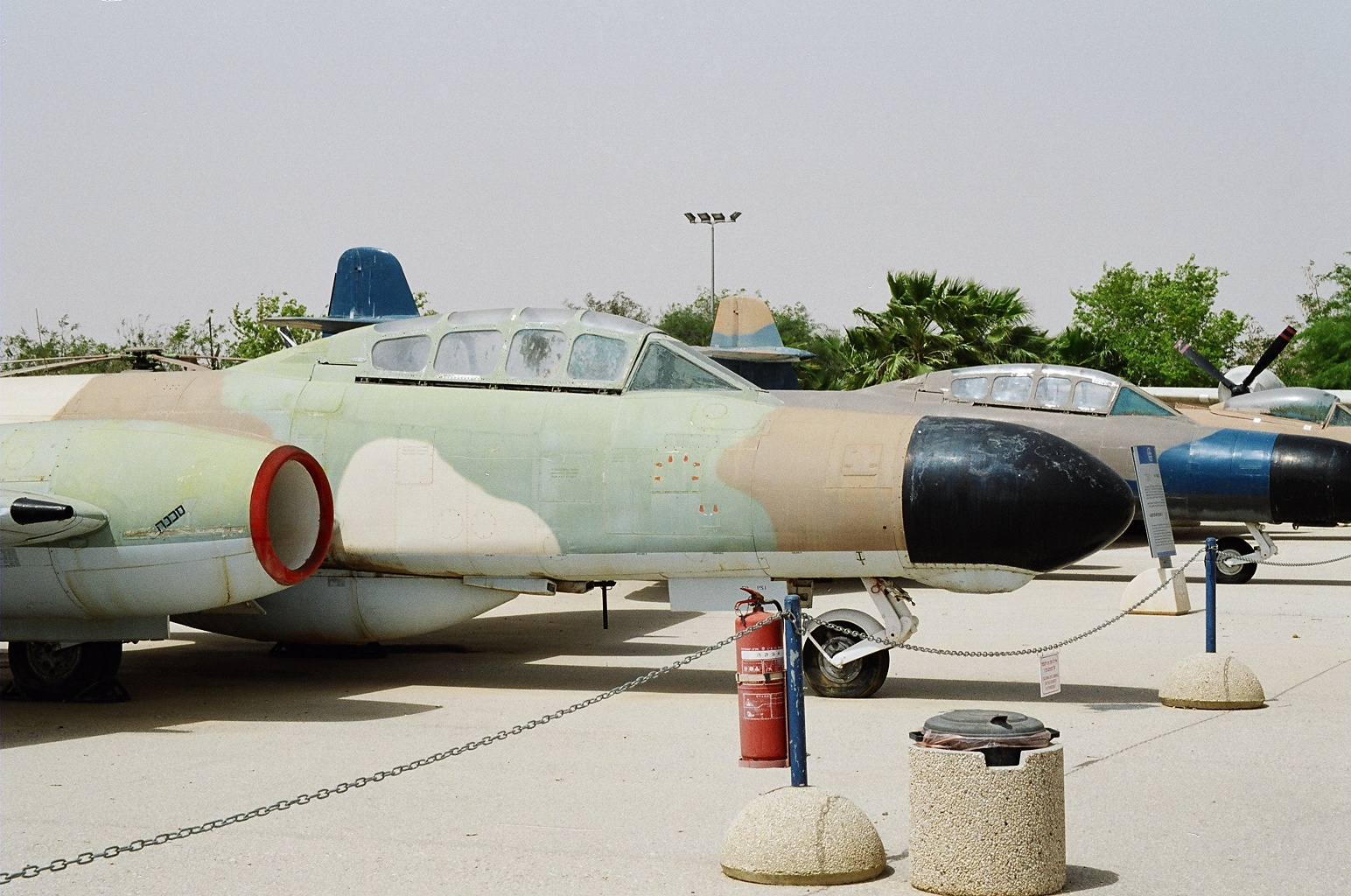
غلوستر ميتيور (NF13) التي نفذت عملية تارنيغول في متحف القوات الجوية الإسرائيلية بحتسريم كانت تابعة للسرب 119
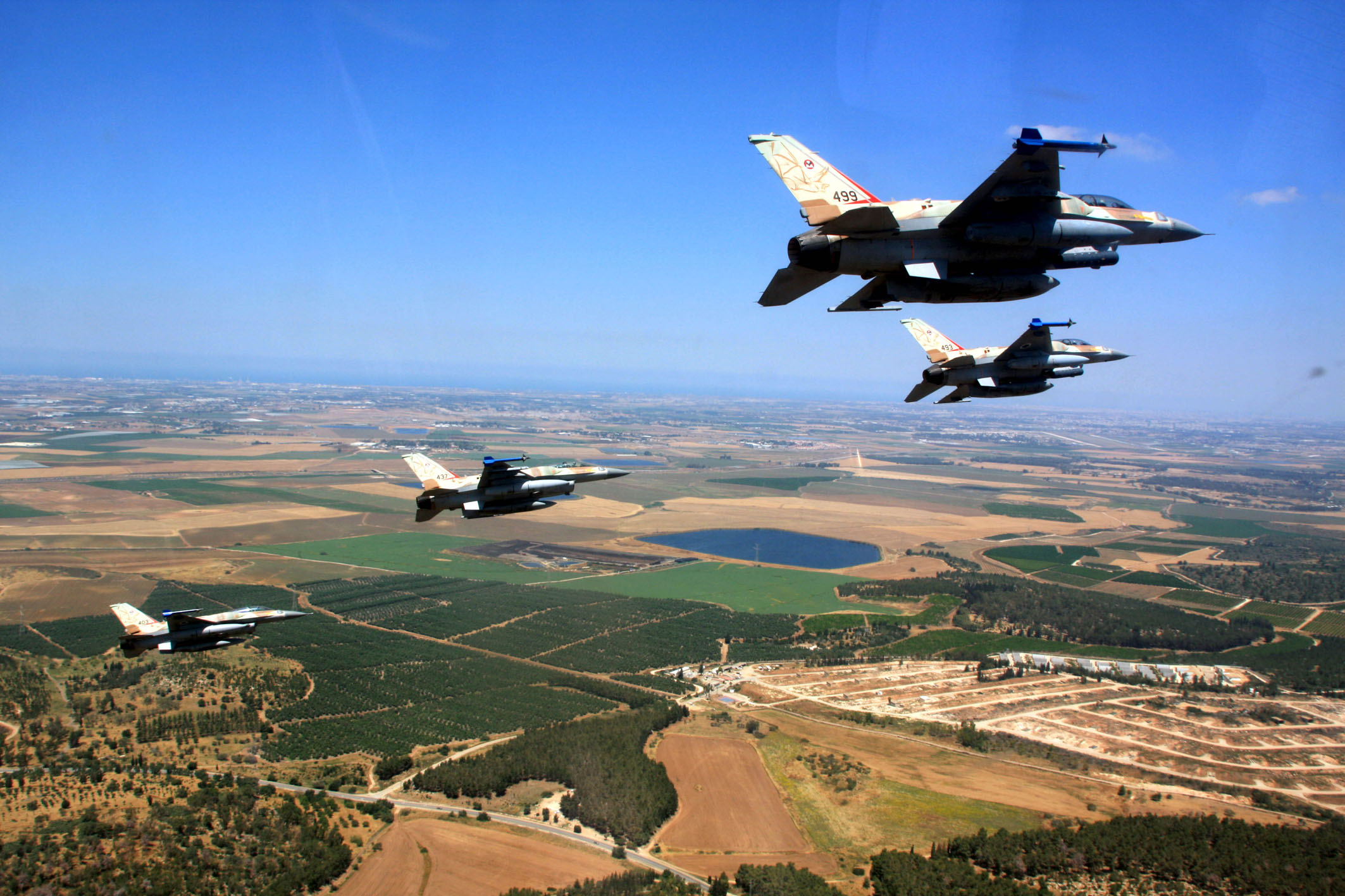
مقاتلات إف-16 آي (صوفا) تابعة للسرب 119 خلال احتفالات الذكرى الثالثة والستين بإعلان الاستقلال

## وصلات خارجية
- 119 Tayeset "Ha'Atalef, www.aeroflight.co.uk